# Fernando de Gurrea y Aragón
Don Fernando II. od Ribagorze, rođen kao Fernando de Gurrea y Aragón (Pedrola, 20. travnja 1546. — dvorac Miranda de Ebro, 6. studenog 1592.), bio je aragonski plemić, grof Ribagorze i vojvoda Villahermose. Bio je potomak kraljeva Aragonije, ali je na kraju postao neprijatelj kraljevske obitelji.
Bio je sin grofa Martina i njegove prve supruge, gospe Luise.
Njegova su braća bila Ivan de Gurrea y Aragón i Francisco de Gurrea y Aragón, a supruga Luisa de Pacheco.
Naslijedio je svojeg oca 25. travnja 1581., a umro je u jednom dvorcu 6. studenog 1592. Naslijedio ga je brat Francisco.